# Arrow Kilwinning Lodge

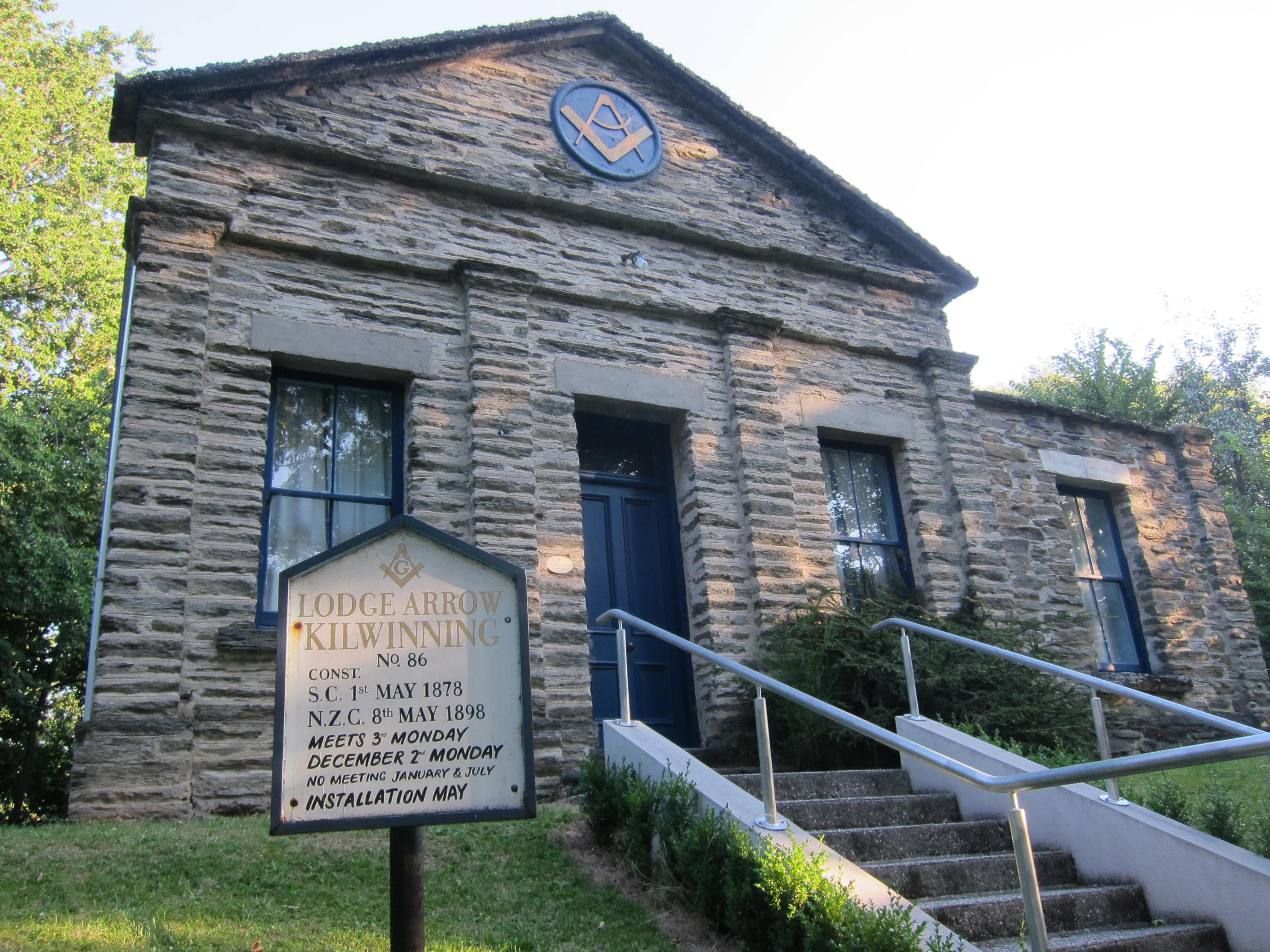
Arrow Kilwinning Lodge im Jahr 2013

Das Bauwerk der Freimaurerloge Arrow Kilwinning Lodge,  in der Wiltshire Street 9 in der neuseeländischen Stadt Arrowtown, wurde am 10. Dezember 2010 vom New Zealand Historic Places Trust unter der Nummer 2110 als Denkmal der Kategorie 1 (Historic Place Category I) eingestuft.
Der nach Entwürfen von George F. Brown errichtete und von John McDonald fertiggestellte steinerne Bau wurde 1888 als Freimaurerloge von Arrowtown eröffnet und bis heute in dieser Funktion verwendet. Die Freimaurer des Ortes hatten sich seit Ende der 1870er Jahre in einem Hotel getroffen und beschlossen den Bau eines Logengebäudes.
Die Innenraumgestaltung war bis etwa 1989 abgeschossen. Der heutige Vorraum entstand aus Zusammenlegung dreier kleiner Räume, die heutige Betontreppe bestand ursprünglich aus Holz. 1991 wurde ein Anbau an der Westseite mit Küche und Toiletten vorgenommen. Der Innenraum wurde 2009 restauriert.
Von Bedeutung ist vor allem der mit symbolischen Darstellungen der Freimaurerei ausgemalte Logenraum.